# Османско кафене
Османското кафене е историческа културна и политическа институция за Османската империя. Първото кафене в Османската империя е отворено в Константинопол през 1555 г. по времето на Сюлейман Великолепни.
Османските кафенета обединяват различни социални групи от цялото общество. Кафенетата постепенно и най-вече през XVIII век се обръщат в средище за обсъждане на различни образователни, социални и политически теми и най-вече за обмен на информация. Популярността на тези кафенета привлича вниманието на османската власт и те редовно са посещавани от правителствени шпиони, които тестват общественото мнение по най-различни въпроси.
След края на голямата турска война пенсионираните еничари масово придобиват кафенета които обръщат в свои щабове за срещи и дискусии за политически действия. Някои еничари дори отварят собствени кафенета с отличителните знаци на тяхната орта. Ето защо от 1760-те години Високата порта има османските кафенета, които в по-голямата си част са собственост на еничари, за „места на градския безпорядък и виновник за проблемите на обществото“. По това време 95% от кафенетата са собственост на мюсюлмани, а 42% от всички османски кафенета са собственост на еничари.
Ограничения върху кафенетата са налагани от редица османски султани по различни причини. Султан Мурад III е първият, който забранява продажбата на боза в кафенетата. Султан Мурад IV забранява кафенетата, но след смъртта му те възобновяват дейността си и стават изключително популярни през епохата Кьопрюлю, когато повечето си свободно време мъжете прекарват в османските кафенета.
В османските кафенета не се сервира алкохол и не се държат и/или стопанисват от жени.